# Kolsva
Kolsva è un'area urbana della Svezia situata nel comune di Köping, contea di Västmanland.
La popolazione rilevata nel censimento 2010 era di 2 453 abitanti.